# Khúc thịt lợn

Sơ đồ vị trí những khúc thịt heo

Khúc thịt lợn hay khúc thịt heo, còn được gọi là phần cắt từ thịt heo (tiếng Anh: cuts of pork), là sơ đồ quy ước những miếng thịt heo còn nguyên tảng được xẻ thịt tại những vị trí khác nhau trên thân con heo trong quá trình giết mổ. Những tảng thịt này được phân loại theo vị trí và chia cắt thành từng miếng thịt khác nhau. Những phần này lại có thể được chia tiếp thành những phần khác nhỏ hơn. Các bộ phận của thịt heo được chế biến thành rất nhiều các món ăn từ Á sang Âu.

## Tổng quan

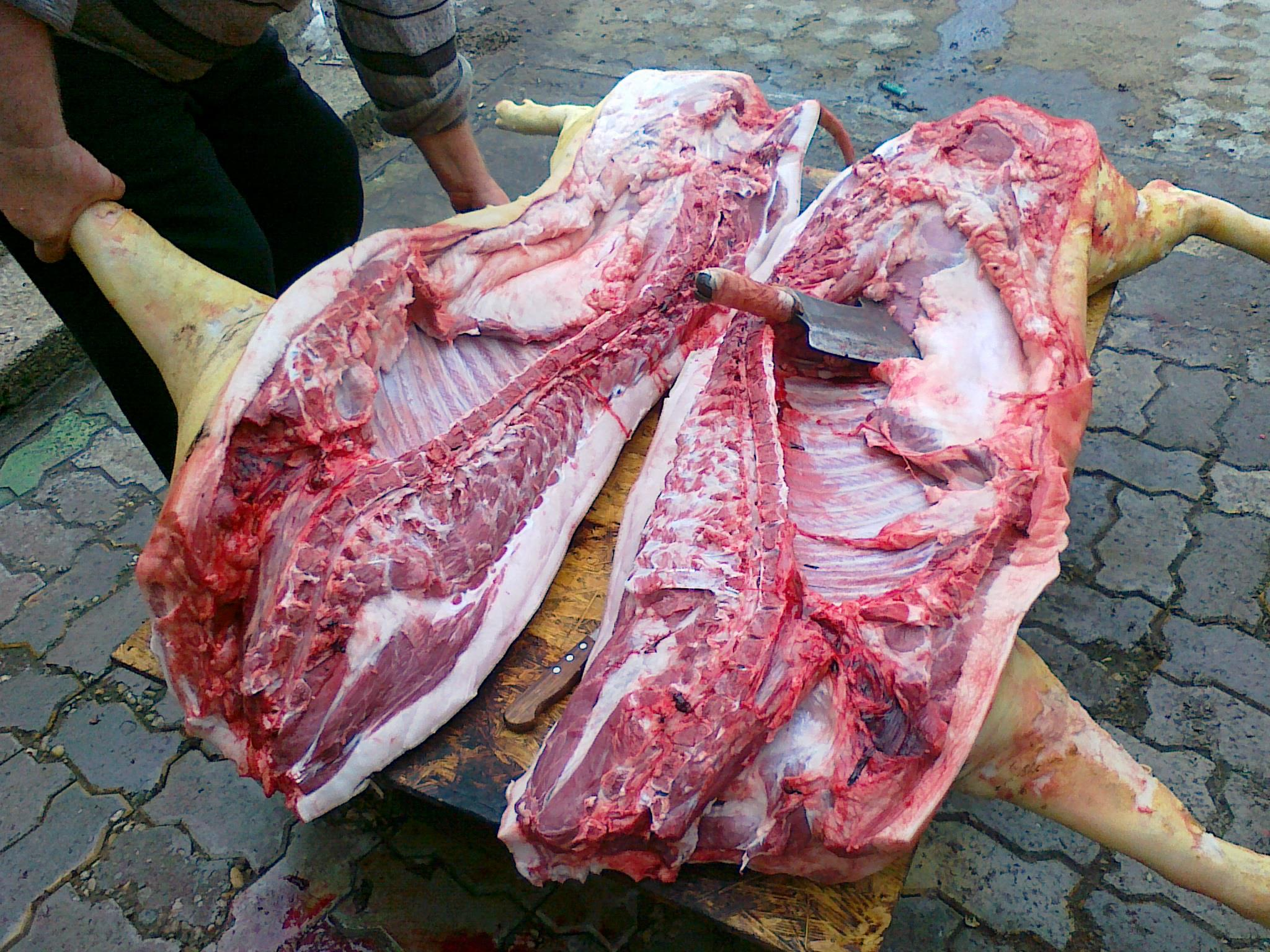
Thịt heo được xẻ ra thành từng phần

Khi con heo bị giết mổ, làm thịt, thì gọi là thịt heo hơi, khi thịt heo này được lọc bỏ nội tạng thì được gọi là thịt móc hàm, hay thịt treo, sau khi rút tách xương ra và chia thành từng phần gọi là khúc thịt lợn. Tùy từng vị trí của miếng thịt đó mà có giá trị và giá trị sử dụng khác nhau.
Các loại miếng cắt thịt lợn với những tên gọi như thịt thăn, thịt mông, thịt nạc vai, thịt ba chỉ (ba rọi), thịt nạc dăm, thịt thủ, thịt chân giò. Mỗi nước có cách xẻ thịt thành các phần khác nhau, và tùy theo ẩm thực của nước đó mà các phần sẽ được sử dụng trong các món ăn khác nhau. Thịt heo có rất nhiều loại, phụ thuộc vào vị trí trên cơ thể con heo: thịt thủ (phần đầu), thịt vai, sườn, sườn non, thịt mông, thịt đùi, thịt ba rọi, thịt thăn, nạc thăn, chân giò.
Trong quá trình giết mổ lợn, người ta sẽ cắt đầu heo, ngay sát mang tai, sau quai hàm. Con heo còn lại chỉ còn thịt, chém mũi dao vào gần chính giữa xương sống, mỗi nhát chém đi được vài centimet chẻ đôi xương sống ra, hở tuỷ bên trong nhưng không chém vào tuỷ. Rạch mũi dao cắt đứt thịt và da lưng heo nơi đã chém bổ xương sống. Tiếp tục chém bổ xương sống và cắt thịt da lưng cho đến khấu đuôi nơi đã cắt đứt đuôi, thì con heo bị chia làm 2 mảnh phải trái.
Ở những công đoạn cuối cùng, người ta sẽ từ đó lột tuỷ ra khỏi xương sống, cũng có thể cắt ra đùi sau, vai trước, và sườn. Sau đó, ruột của lợn (lòng lợn) được loại bỏ ra khỏi mình con lợn, đây là quá trình loại bỏ nội tạng để lóc ra những phần thịt nguyên miếng, là một trong những công đoạn cơ bản của việc mổ lợn lấy thịt. Sau khi thịt nó được cắt thành miếng, thịt từ lợn sau đó được tiếp tục xử lý thành các sản phẩm ăn được và đó chính là các phần thịt. Phần lớn các chất béo được cắt thành miếng nhỏ. Một số của nó là chiên để sản xuất ra tóp mỡ.

## Các phần chính

### Thủ lợn

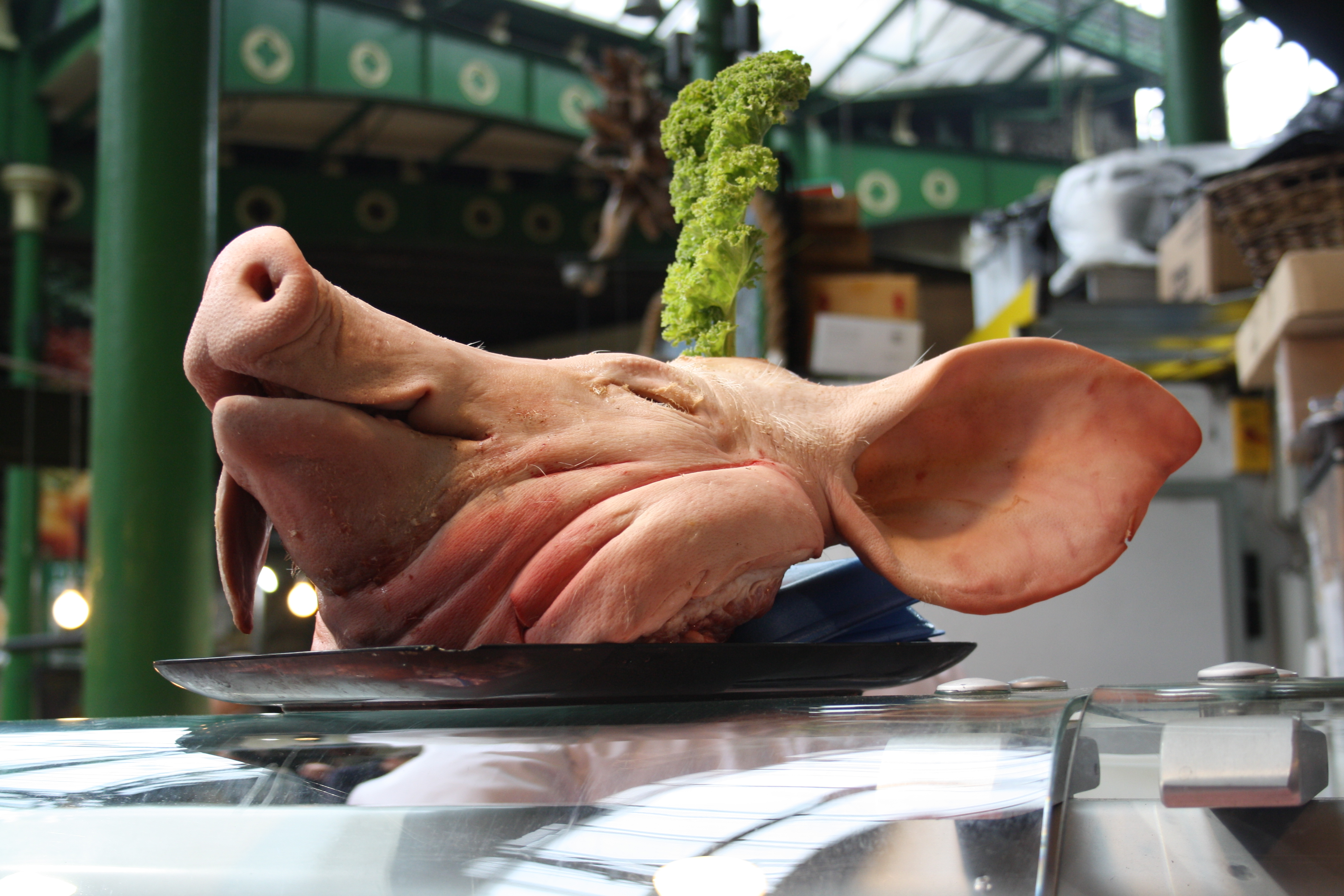
Một cái thủ lợn

Thịt thủ (thủ heo, đầu heo) là phần thịt từ đầu heo. Phần thịt này có đặc điểm là giòn, có mỡ và bì (da dính vào) nhưng phần mỡ này ăn không ngấy mà có cảm giác giòn sần sật. Món nổi tiếng và phổ biến với thịt thủ ở Việt Nam là món giò xào, hay còn gọi là giò thủ, một chiếc giò xào ngon và chất lượng đặc biệt thường gồm sự kết hợp của thịt thủ, thịt mũi heo, tai heo, một ít thịt chân giò, nhiều mộc nhĩ và tiêu xay để miếng giò dậy mùi thơm ngon, giòn sần sật mà không hề bị ngấy mỡ.
Giò xào mà nhiều phần mỡ béo ăn rất ngấy và béo và không ngon, làm giò xào thường luôn luôn rất nhiều mộc nhĩ và tai heo, không có những phần mỡ lợn dày trắng của thịt mỡ. Giò xào mua sẵn ở ngoài hầu như mình không thấy được chất lượng như vậy. Chúng thường rất nhiều mỡ, ăn mau ngấy và béo. Làm giò xào lâu nhất là khâu làm sạch thịt thủ và tai vì phần thịt này thường có nhiều lông, còn công đoạn làm thì nhanh do đã có những chiếc khuôn giò trợ giúp.
Phần thịt đầu heo thường không gồm phần mõm heo và tai heo, má heo, óc heo. Các phần này thường được xẻ để bán riêng ở ngoài chợ, cửa hàng. Tai heo có thể làm gỏi (gỏi tai heo), óc heo thường nấu với súp cua. Ở Việt Nam, phần thịt thủ hay thủ lợn được ưa chuộng, người ta thường dùng thủ lợn để làm lễ vật trong các dịp cúng, cỗ bàn, một cái thủ lợn (đầu heo) sẽ là điểm nhấn của mâm lễ dâng lên ơn trên. Thủ lợn là thành phần quan trọng trong nghi lễ cúng ông Hổ ở miền Nam (tục thờ Hổ) bên cạnh miếng ba rọi và trứng gà, ngoài ra, trong nhiều dịp cúng quảy khác người ta cũng sử dụng thủ lợn là thành phần chủ đạo (lễ vật chính).

### Nạc vai

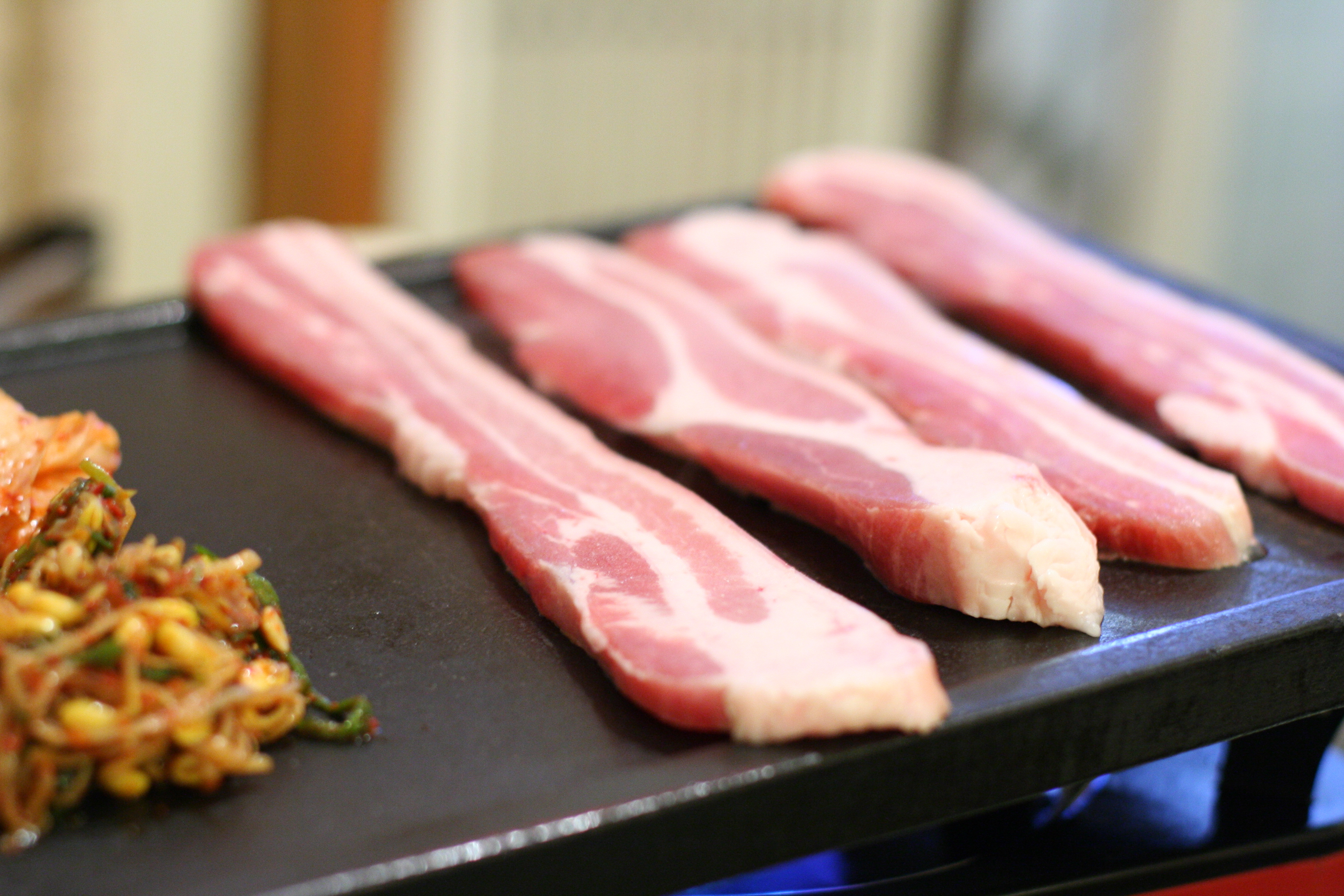
Một phần nạc vai

Nạc vai (Shoulder) là phần thịt nằm ở khúc giữa cổ và vai heo, đã lọc bỏ xương, da và mỡ thừa. Đây cũng là một khúc thịt heo rất ngon vì có tỷ lệ nạc mỡ cân bằng hòa lẫn vào nhau, không quá khô mà cũng không ngấy mỡ. Như tên gọi của nó, vì phần thịt này nằm ở vị trí vai của con lợn. Phần thịt này có độ dai hơn và giòn hơn, nên được dùng nhiều trong các món kho, chiên rán, nướng.
Thịt có lẫn nạc và mỡ, nhiều người rất thích dùng phần thịt này xay ra làm thịt xay để dùng chế biến các món ăn khác. Thịt ngon nhất là phần giữa cổ và vai tức là ở gáy và phần chân giò vì nơi đó nạc và mỡ hòa vào nhau nên ăn không bị khô mà cũng không bị ngấy. Nạc vai heo có thể làm nhiều món ăn hàng ngày vừa nhanh vừa ngon và giàu chất dinh dưỡng như nạc heo xào hành tây, nạc heo kho tiêu (thịt kho tiêu) hay bún thịt nướng.

### Nạc thăn

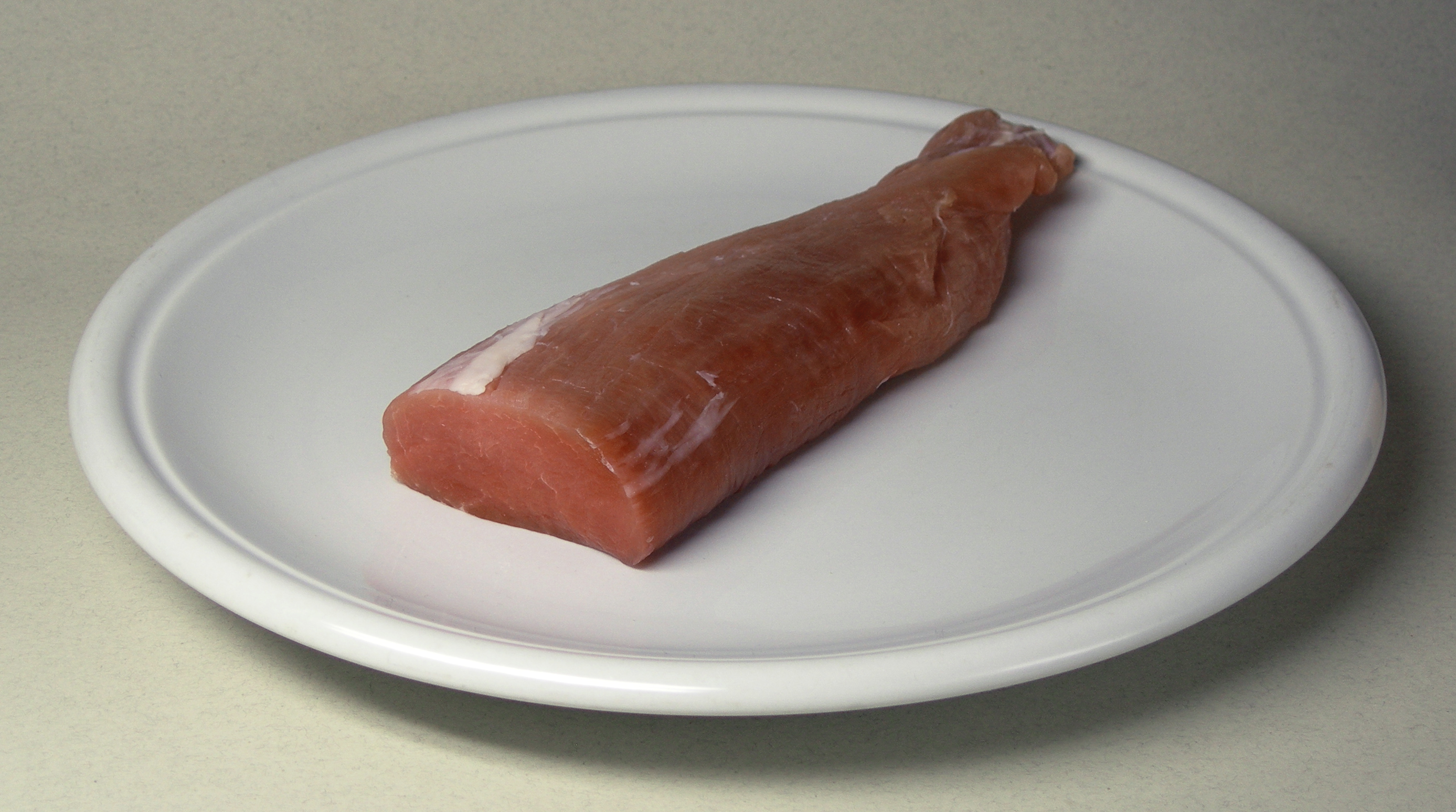
Một miếng nạc thăn

Là miếng thịt cắt từ bắp thịt, nằm phía trước và chạy dọc cột xương sống của con heo gần dưới phía chân sau. Miếng thịt nạc này mềm vì động vật bốn chân không dùng nó khi chuyển động mà tác dụng chính là để giữ dạng thẳng của cơ thể. Thịt nạc thăn là phần thịt nạc hầu như không dính chút mỡ nào, là phần thịt mềm nhất trên con lợn. Theo tiếng Anh thì phần nạc thăn chính là Tenderloin và nằm ở vị trí số 8.
Vì nó mềm và thơm, phần thịt này hay được sử dụng để làm giò lụa (chả lụa), hoặc làm ruốc (chà bông) cho trẻ con ăn. Những người phụ nữ mới sinh em bé hầu hết đều được cho ăn thịt thăn rim mắm. Tuy nhiên người phương Tây thường có những cách chế biến phần thịt ngon mềm thơm nhất này thành những món nướng. Khi chế biến phần thịt nhiều nạc, lưu ý không nấu kĩ quá sẽ làm cho thịt bị khô, khó ăn. Thịt thăn là thịt nạc nên dễ khô nếu không nấu khéo.

### Cốt lết

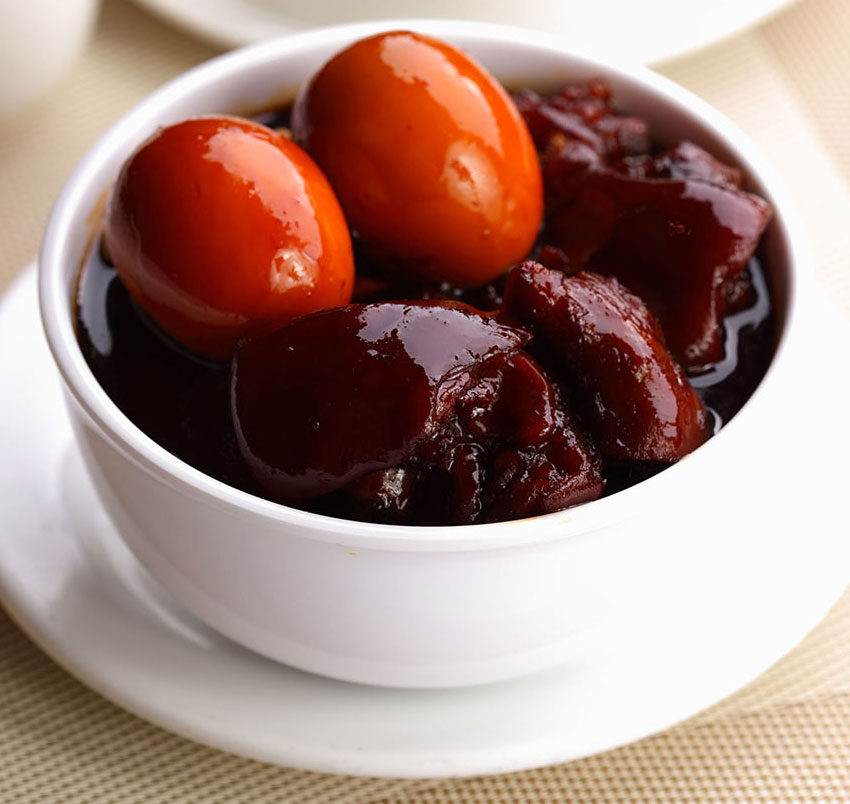
Thịt kho hột vịt

Từ “cốt-lết” có nguồn gốc từ tiếng Pháp là Côtelette de porc, là phần thịt ở lưng heo (phần Loin), đầy là phần thịt ngon và đắt. Miếng cắt thịt cốt lết ở Việt Nam thường rất mỏng, còn ở phương Tây chúng thường được cắt thành những lát dày để làm món steak–bít tết (thông thường là thịt bò). Hoặc để cả khối thịt lớn và nướng nguyên cả miếng lớn, khi ăn mới xẻ thành những lát mỏng.
Ở miền Bắc, các hàng thịt lọc riêng khúc thịt này, nó cũng khá nạc và cũng được gọi là thịt thăn, phần thịt này cũng hay được sử dụng để làm ruốc hoặc rim mặn. Còn ở miền nam, mình thấy thịt cốt -lết rất phổ biến, người đi chợ rất hay mua thịt cốt-lết, đôi khi còn được gọi là sườn cốt-lết vì miếng thịt hay được cắt kèm với phần đầu xương sườn. Ở Miền Nam món cơm tấm sườn rất hay sử dụng phần thịt cốt-lết này để nướng ăn kèm với cơm. Phần thịt này có rất nhiều món Việt đa dạng hơn và hấp dẫn hơn. 

### Nạc dăm
Là phần thịt có các lớp mỡ xen kẽ vào bên trong miếng thịt, không phân tách thành lớp thịt-mỡ rõ ràng, nhiều người hay dùng thịt này nhất vì khi nấu thịt sẽ không bị khô quá mà cũng không bị béo ngấy quá hay dùng phần thịt này để làm món kho, rán hoặc làm món rim cháy cạnh, rang sả. 

### Thịt bụng
Thịt bụng hay thịt mỡ Mỡ heo hay còn gọi là thịt mỡ là phần thịt chứa nhiều mỡ của con heo thông thường lóc ra từ phần bụng. Thịt bụng là phần thịt lóc từ phần bụng của con lơn. Thịt bụng thì nhiều mỡ ăn dễ ngấy. Hàm lượng mỡ giắt tương quan chặt chẽ với độ mềm (tenderness), vị (taste) và độ mọng nước (juiceness) của thịt. Nếu hàm lượng mỡ giắt trong thịt lợn thấp hơn 2,5% sẽ làm giảm chất lượng thịt, bên cạnh đó mỡ giắt còn có ảnh hưởng tốt lên sức khoẻ con người. Ở Việt Nam, thịt mỡ thường được chiên lên thành tóp mỡ.

### Sườn heo

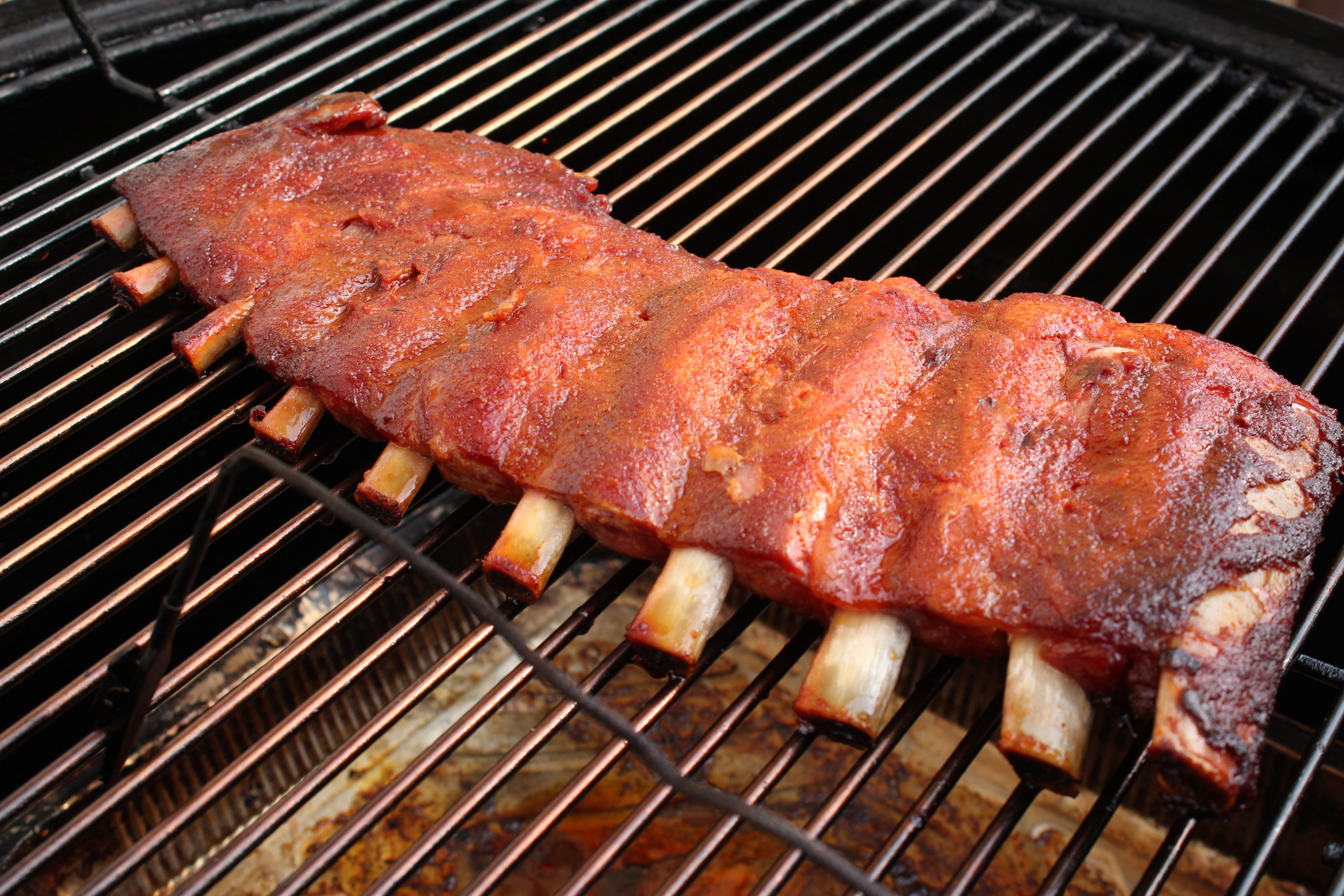
Một dẻ sườn heo

Sườn heo là một trong những phần hấp dẫn nhất của con heo chúng được lóc từ phần xương sườn của con lợn và có dắt thịt ở trên đó. Sườn heo là nguyên liệu thông dụng nhất của món Sườn nướng, ngoài ra còn món chả chìa cũng khá phổ biến. Sờn heo có thể chia thành các dạng:
- Sườn non: là phần xương sườn nhỏ, xương dẹt, nhiều thịt, ít xương, thường có sụn. Phần sườn non này là ngon nhất, dùng để chế biến các món như nướng, sườn rim, sườn rang sả ớt, sườn chua ngọt.
- Dẻ sườn: Người phương Tây rất thường dùng cả tảng sườn lớn (sườn trong tiếng Anh gọi là pork ribs hay spare ribs) để nướng, khi ăn thì mới cắt theo từng dẻ sườn.
- Sườn cây hay sườn cọng: là từng miếng xương sường riêng rẻ được lấy ra từ dẻ sườn lớn, có độ cong cong như một cái cọng
- Sườn miếng hay Sườn cốt-lết là phần thịt cốt-lết còn gắn với một đoạn xương sườn. Phần thịt này hay được tẩm ướp để làm các món nướng, chiên, áp chảo rất ngon.
- Sườn già là phần sườn có xương to hơn, cứng hơn, ít thịt hơn, khi nấu cần thời gian lâu hơn, thịt dai hơn, thích hợp làm các món canh hầm.

### Ba rọi

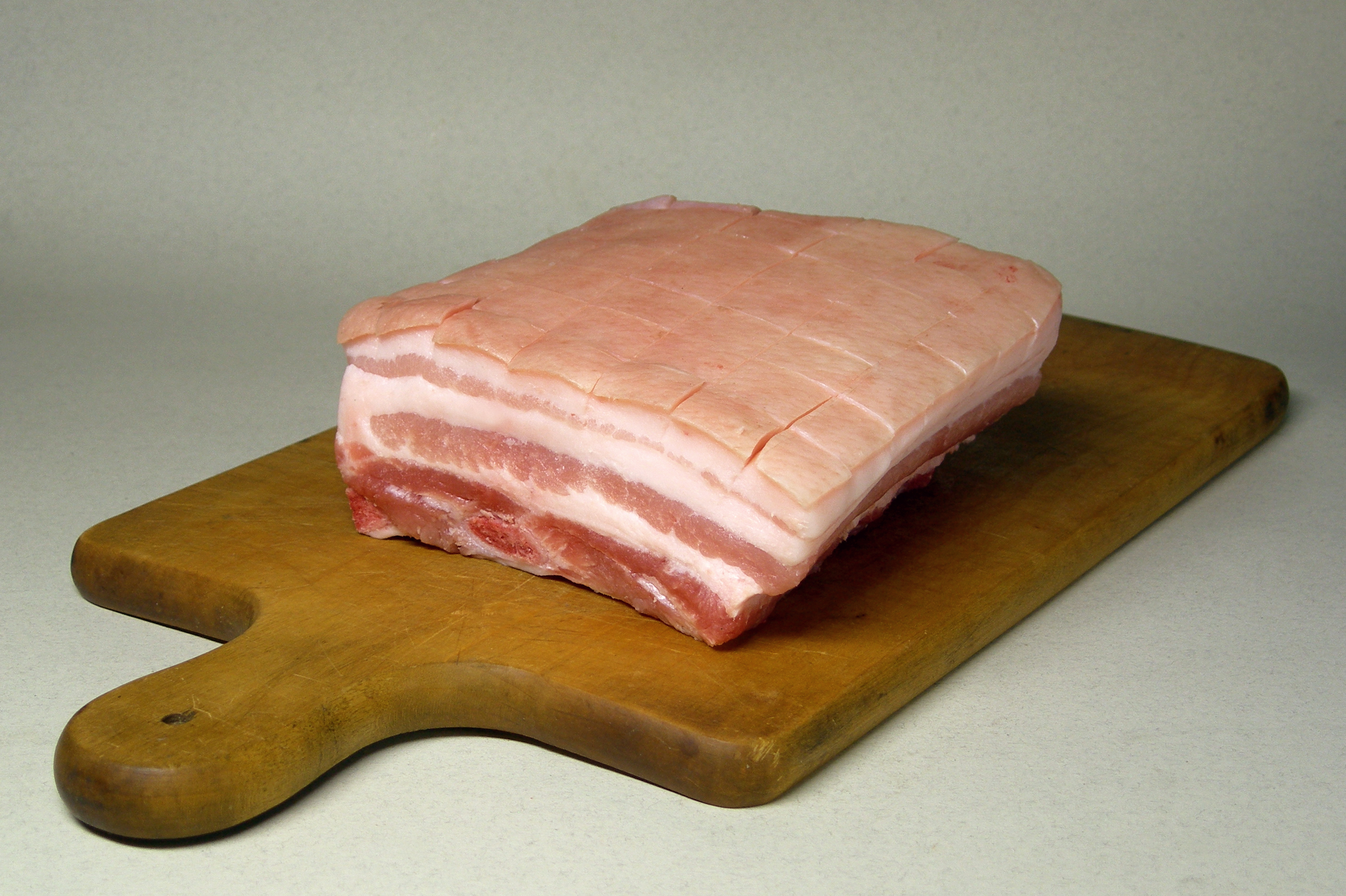
Thịt lợn: khúc thịt ba rọi cắt vuông

Ba rọi hay ba chỉ là phần thịt bụng của con lợn, trong tiếng Anh gọi tên là Pork Belly. Sở dĩ có tên là ba chỉ hay ba rọi vì miếng thịt gồm các lớp thịt, mỡ, thịt, mỡ xen lẫn xếp lớp lên với nhau. Phần thịt này nhìn chung là béo vì có nhiều mỡ, tuy nhiên lại là phần mà rất nhiều người thích ăn do nhiều người thấy rằng cả miệng thịt rất nạc thì ăn thấy không ngon bằng, cảm giác miếng thịt sẽ đỡ khô hơn khi có thêm mỡ.
Thịt ba chỉ được dùng trong rất nhiều món ngon. Chúng có thể được làm món luộc, kho, rim, hoặc tẩm ướp để chiên, nướng. Thịt ba chỉ làm thành món thịt quay luôn là phần được nhiều người ưa thích nhất. Trong món phương Tây, phần thịt này rất hay được hun khói để làm thành thịt muối xông khói (bacon) loại thịt được sử dụng rất phổ biến.

### Thịt mông
Thịt mông là phần thịt này nằm ở mông con lợn, gồm cả thịt cả mỡ lẫn nhau. Thịt mông hay được dùng làm món luộc, kho, hoặc các món khác tùy vào người chế biến thích dùng phần thịt nào. Trong phần thịt mông thì còn có một phần được gọi cụ thể hơn là thịt mông sấn. Phần thịt này thì lớp bì, mỡ và thịt được phân tách rõ ràng, phần thịt nạc rất dày, không còn các phần gân, xương hay sụn.

### Thịt đùi

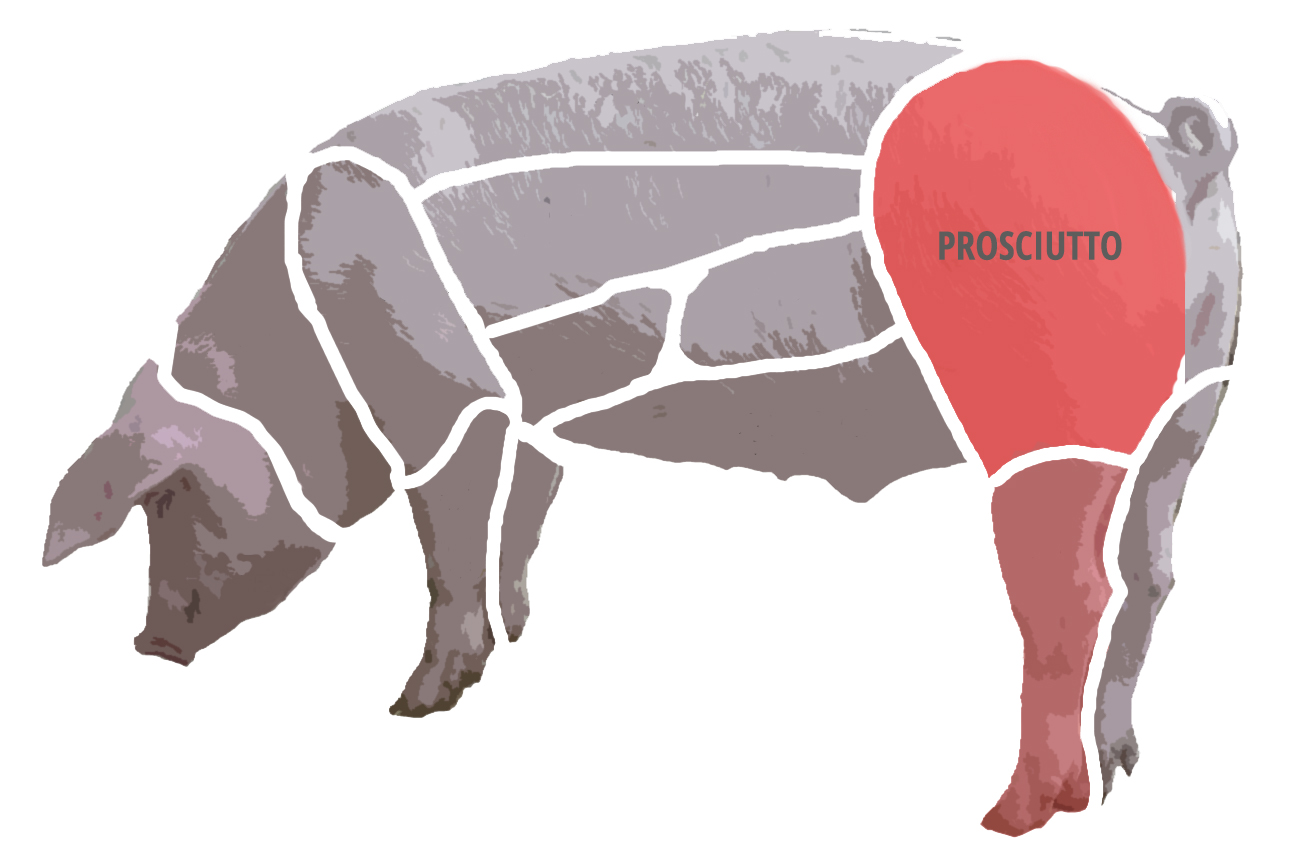
Sơ đồ với vị trí thịt đùi heo (màu đậm), khúc thịt dùng làm giăm bông

Là phần thịt lóc ra từ phần đùi của con lợn, đây là nguyên liệu làm món thịt nguội hay Giăm bông (bắt nguồn từ tiếng Pháp: jambon còn được viết là dăm bônghay còn gọi là thịt nguội là một món ăn làm từ đùi heo có nguồn gốc từ các nước châu Âu. Khi chưa có tủ lạnh và tủ đông để bảo quản thịt lâu ngày, người dân đã ướp muối các đùi heo và phơi khô (giăm bông khô hoặc còn gọi là giăm bông sống), hoặc ướp muối và luộc trong nước dùng (giăm bông tươi hoặc giăm bông chín).
Tuy nhiên, ăn nhiều thịt nguội (khô hoặc tươi) không tốt cho sức khỏe vì để giữ thịt heo được màu đỏ thì người ta bỏ chất sulfate de potassium (được ghi trên các sản phẩm với ký hiệu E252, và phân tử hóa chất là KNO3, còn gọi là diêm tiêu), chất này nếu quá hàm lượng 2g/kg sẽ có nguy cơ trực tiếp dẫn đến ung thư. Các loại nổi tiếng là Giăm bông Serrano và Jamón Ibérico của Tây Ban Nha

### Giò lợn

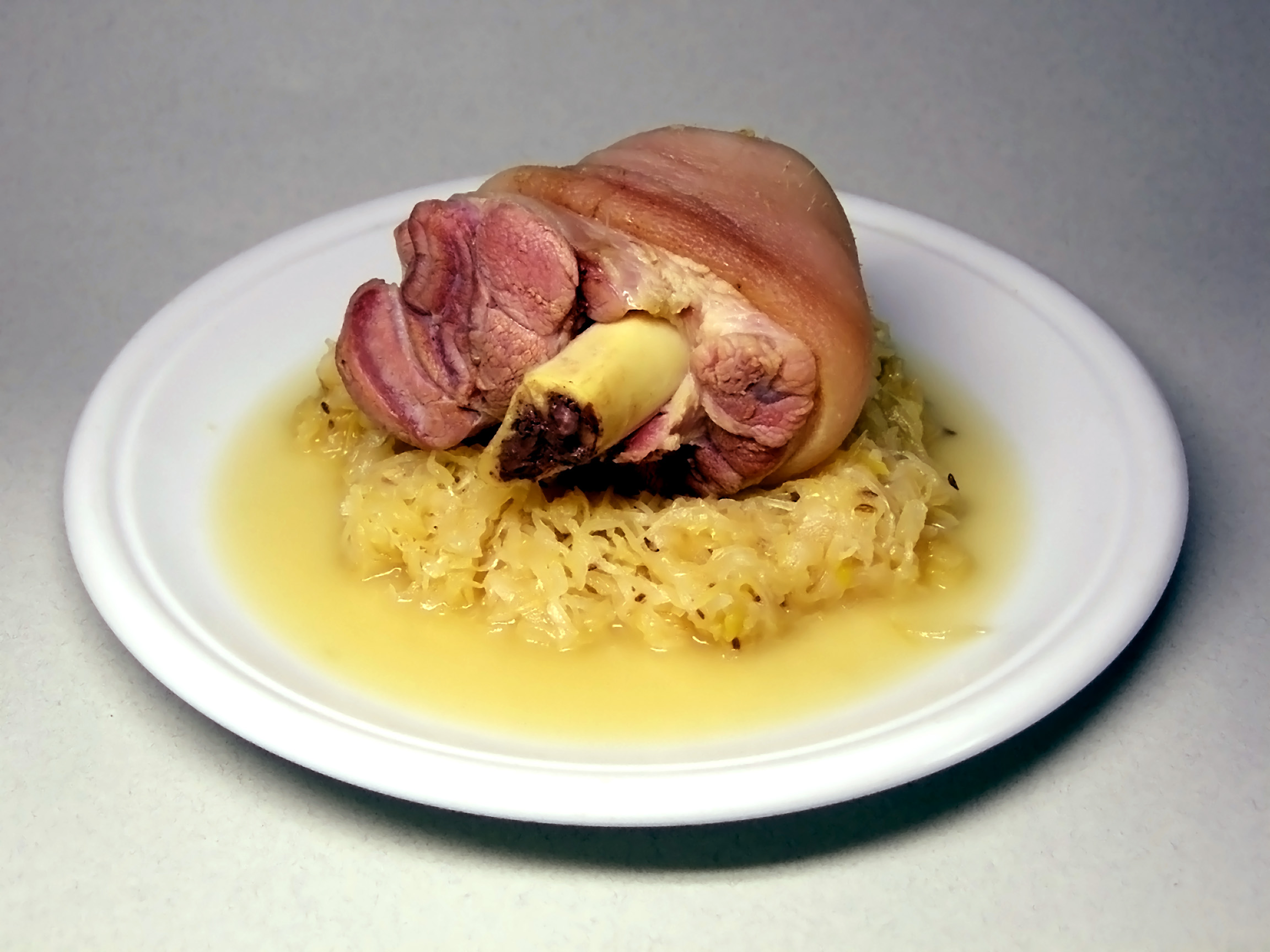
Một món chân giò

Đây là phần thịt ở đùi lợn được cắt bỏ phần móng giò. Đây cũng là một trong những phần thịt ngon được nhiều người thích, có nhiều thớ bắp thịt cuộn lại với nhau. Thịt chân giò được dùng để chế biến nhiều món như luộc, kho rim, và đặc biệt một số món đặc sản như chân giò hun khói, chân giò muối, chân giò nhồi. Trong ẩm thực phương Tây, phần thịt này cùng với thịt mông sẽ được sử dụng để làm món thịt nguội (ham). Giò heo thường chia thành nhiều loại nhỏ gồm: 
- Giò móng là phần chân giò gắn với móng heo, phần giò này thường ít thịt, nhiều da nhưng thịt sệt.
- Giò gân là phần giò nối tiếp móng giò, phần thịt này có chứa nhiều gân và da.
- Giò khoanh là phần trên ở giữa đến mé trên của chân giò heo và thường chia thành nhiều khoanh, phần giò này có nhiều da.
- Giò nạc là phần giò ở trên cùng sát với bắp và bả vai thịt heo, nơi tập trung nhiều nạc nhất

### Móng giò

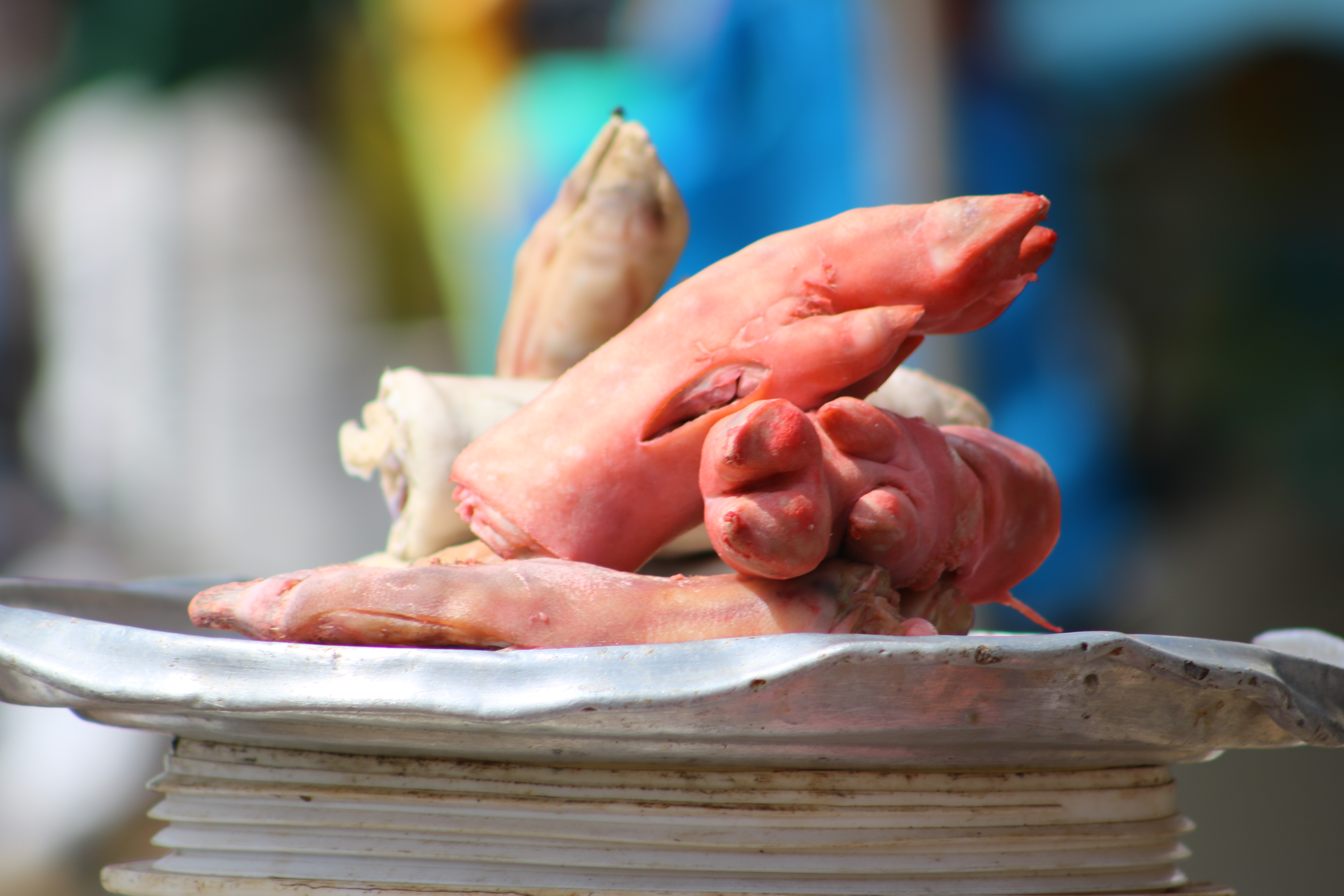
Móng lợn

Móng giò chính là phần chân gắn với móng của con lợn. Móng giò có nhiều gân, thịt mỡ phần này khi ăn cũng không bị cảm giác gây béo, da giòn. Chân giò rất phổ biến là một món ăn dùng để tăng cân cho những người gầy, hoặc là món ăn giúp lợi sữa cho các mẹ sau khi sinh. Có nhiều món ăn được chế biến từ chân giò, chủ yếu là món ninh nhừ như canh hầm, kho nghệ, nấu giả cầy.
Móng giò mùi vị thơm ngon, giá trị dinh dưỡng cao. Đặc biệt món này ăn vào những ngày trời lạnh rất bổ dưỡng, tốt cho sức khỏe. Móng giò giàu dinh dưỡng có tác dụng bổ huyết, nhiều sắt và vitamin A, B. Ăn móng giò còn giảm suy nhược thần kinh, giúp ngủ ngon. Ngoài ra, chất keo trong móng giò còn giúp các tế bào da không bị khô nhăn nhờ đó da luôn căng bóng.

### Bèo nhèo
Những phần thịt còn lại của con heo thường được gọi là thịt bèo nhèo, tạp nham, thông thường chúng không được sử dụng như một món thực phẩm mà thường được xay ra để làm các phần thức ăn khác, nhìn chung đây là phần thịt ít có giá trị và giá cả rẻ mạt. Những tạp phẩm này có thể lẫn các loại nội tạng của heo như lòng lợn, phèo, phổi, và có thể được đem xay để làm dồi hoặc xúc xích. Tuy nhiên cũng có thể thu hoạch được cát lợn là một nguyên liệu quý.

## Các nước

### Việt Nam

Sơ đồ khúc thịt heo kiểu Việt Nam

Ở Việt Nam có thể nhìn là phân biệt được đâu là thịt thủ (phần đầu), thịt vai, sườn, sườn non, thịt mông, thịt đùi, thịt ba rọi, thịt thăn, nạc thăn, chân giò.

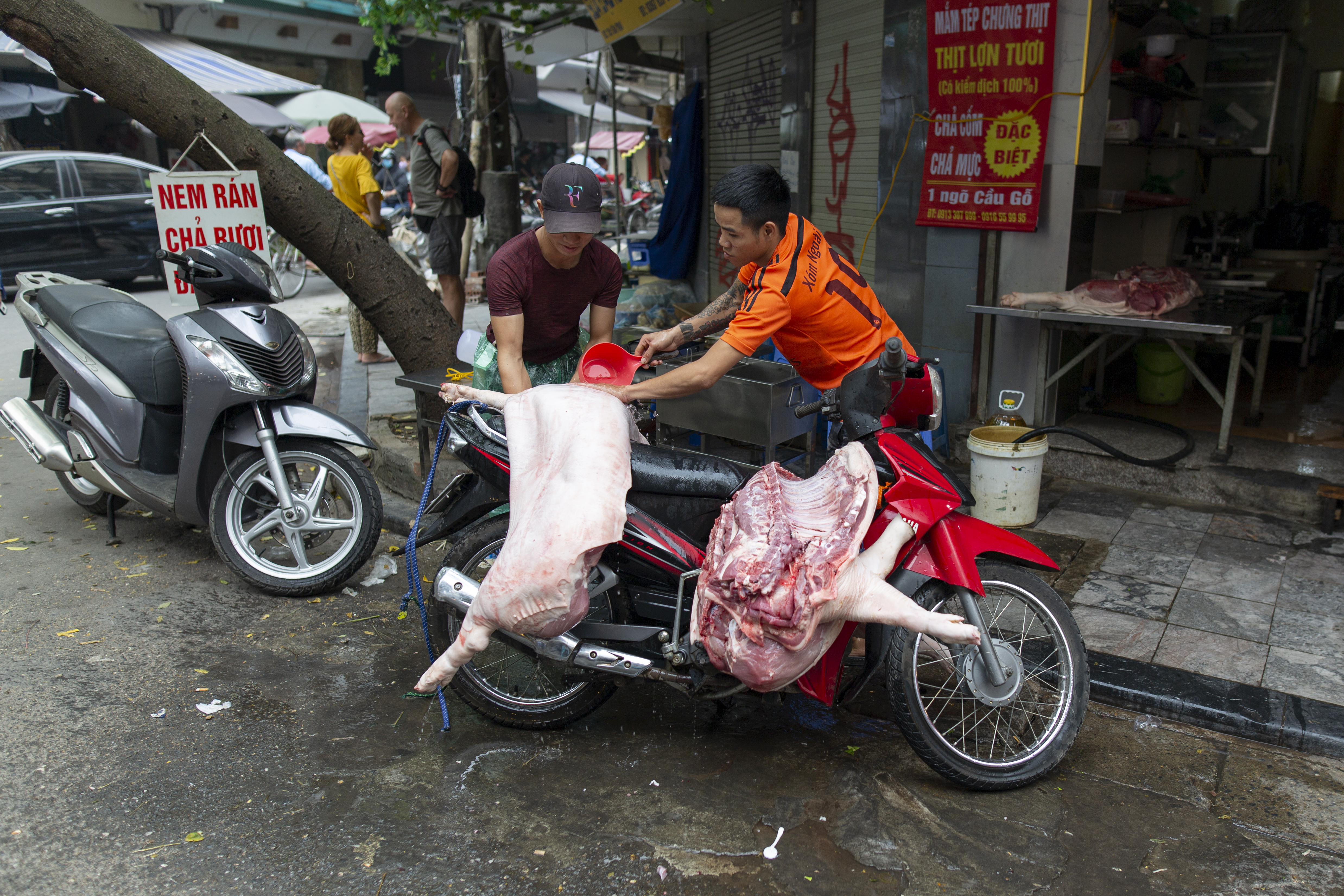
Xẻ thịt lợn đem đi tiêu thụ ở Việt Nam

Thịt ngon nhất là phần giữa cổ và vai tức là ở gáy và phần chân giò vì nơi đó nạc và mỡ hòa vào nhau nên ăn không bị khô mà cũng không bị ngấy. Thịt bụng thì nhiều mỡ ăn dễ ngấy. Thịt thăn là thịt nạc nên dễ khô nếu không nấu khéo. Ngoài ra thì thịt ba chỉ (còn được gọi là ba rọi) cũng khúc thịt được ưa chuộng.

### Anh Mỹ
Các thuật ngữ chính:
- Shoulder: vùng vai (phần vai)
  - Shoulder joint: khớp vai
  - Collar joint: khớp cổ
  - Mini collar joint: khớp cổ nhỏ

Khúc thịt kiểu Anh

Khúc thịt kiểu Mỹ

  - Collar daube/cube: thịt cổ xắt khúc hình lập phương dùng để om
  - Collar steak: thịt cổ xắt miếng
  - Shoulder steak: thịt vai xắt miếng
  - Knuckle/shank: chân giò
  - Mince: thịt xay
- Loin: vùng thắt lưng (eo)
  - Loin joint: cốt lết (thịt thăn)
  - Loin steak: miếng cốt lết
  - Loin eye steak: cốt lết không gồm xương
  - Loin rack joint: cốt lết gồm cả xương
  - Valentine steak: cốt lết xắt hình trái tim
  - Spare ribs: xương sườn (dẻ sườn)
  - Rib chop: thịt sườn xắt miếng (miếng sườn)
  - Fillet: thịt thăn hồng
  - T-bone chop: thăn fillet có xương hình chữ T
- Belly: vùng bụng
  - Belly slice: miếng thịt ba chỉ
  - Mini belly slice: thịt ba chỉ xắt miếng nhỏ
  - Rustic belly: thịt ba chỉ nguyên miếng
  - Belly joint: khớp bụng
  - Spare ribs: xương sườn
- Leg: vùng chân, cẳng
  - Leg daubes/cubes: chân giò xắt khúc hình lập phương dùng để om
  - Leg joint: chân giò
  - Leg steak: chân giò xắt miếng
  - Mini leg steak: chân giò xắt miếng nhỏ
  - Cushion leg roast: chân giò quay
  - Dice: xắt khúc
  - Stir-fry: món xào

### Kiểu Séc

Schema - Sơ đồ thịt theo kiểu Séc

1. Prasečí hlava
2. Lalok
3. Hřbetní sádlo
4. Krkovička
5. Plecko
6. Pečeně
7. Vepřová pečeně
8. Panenská svíčková
9. Žebra
10. Bůček
11. Plec
12. Kýta
13. Koleno
14. Nožičky
15. Ocásek

### Hà Lan

Phần thịt theo quy ước của Hà Lan

1. Varkenskop voor hoofdkaas (zult) en worst
2. Wangvlees voor worst
3. Rugspek
4. Spiering (Vlaams), halskarbonade (Nederlands) voor braad- en grillvlees
5. Borstvlees
6. Ribkarbonade
7. Lende- of haaskarbonade
8. Varkenshaas, varkensmedaillons
9. Varkensbuik voor speklappen, buikribben (spareribs) và katenspek
10. Buikvlees voor speklappen
11. Varkensschouder (voor schouderham)
12. Ham voor hamlappen và schnitzel
13. Hiel, voor maaltijdsoepen
14. Onderpoot (snert)
15. Staart

- Ghị chú: Số 3, 4, 6 en 7 thường làm thịt muối.

### Phần Lan
1. Pää (thủ lợn)[1]
2. Kaula (cổ)[1]
3. Laardi, pekoni, silava, ihra (mỡ)
4. Etuselkä (nạc vai)[2]
5. Rinta (Ức lợn)

Sơ đồ kiểu Phần Lan

6. Kyljysselkä (dẻ sườn) có thể tách ra làm fi-lê[2]
7. Ulkofilee (thăn ngoại)[2]
8. Sisäfilee (thăn nội)[2]
9. Kylki (sparerib)[2]
10. Vatsa[1]
11. Lapa (vai)[2]
12. Kinkku (thịt nguội)[2]
13. Potka (chân giò)
14. Sorkka (móng lợn)[1]
15. Saparo (đuôi lợn)

### Kiểu Pháp

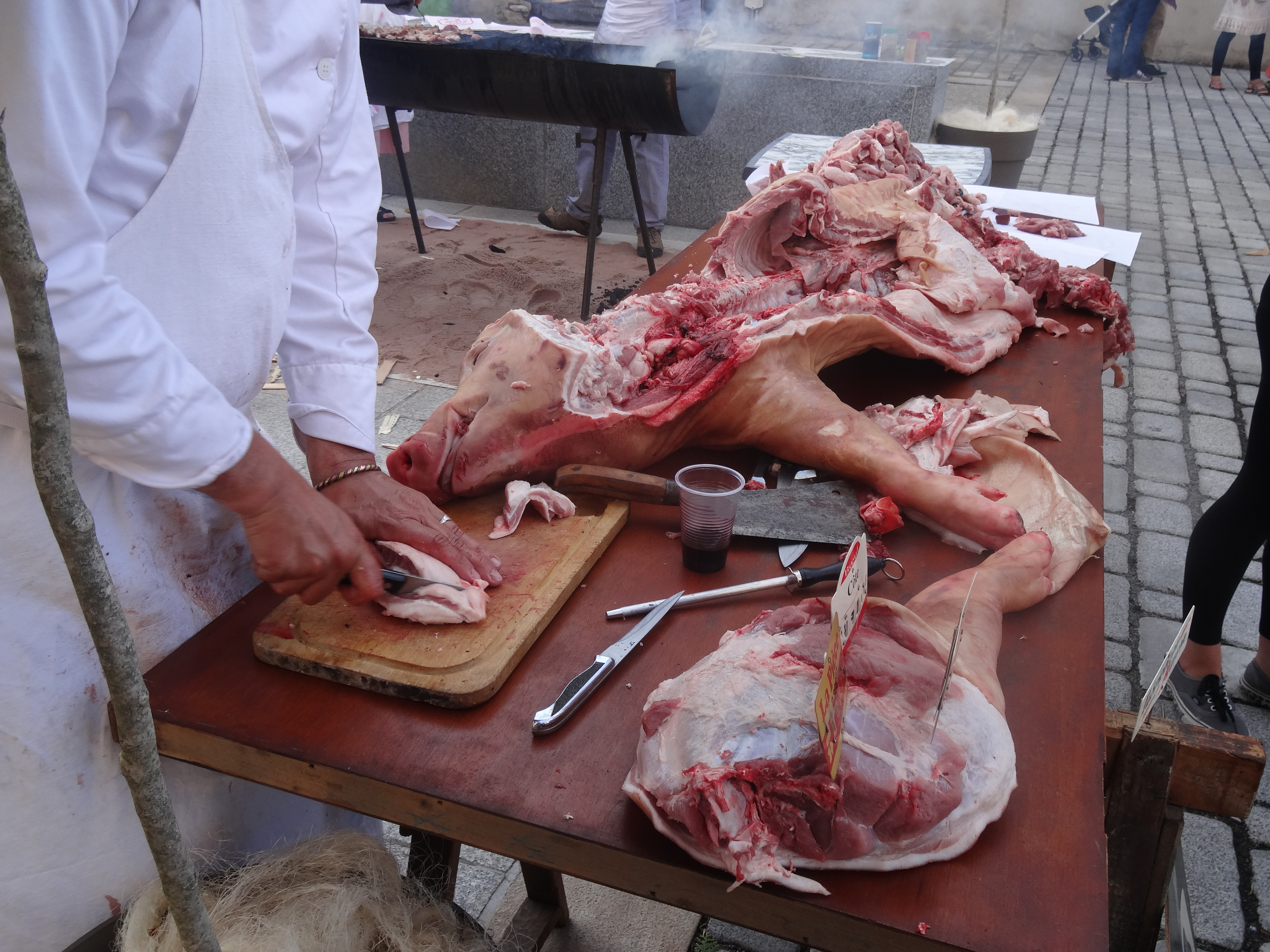
Xẻ thịt lợn ở Pháp

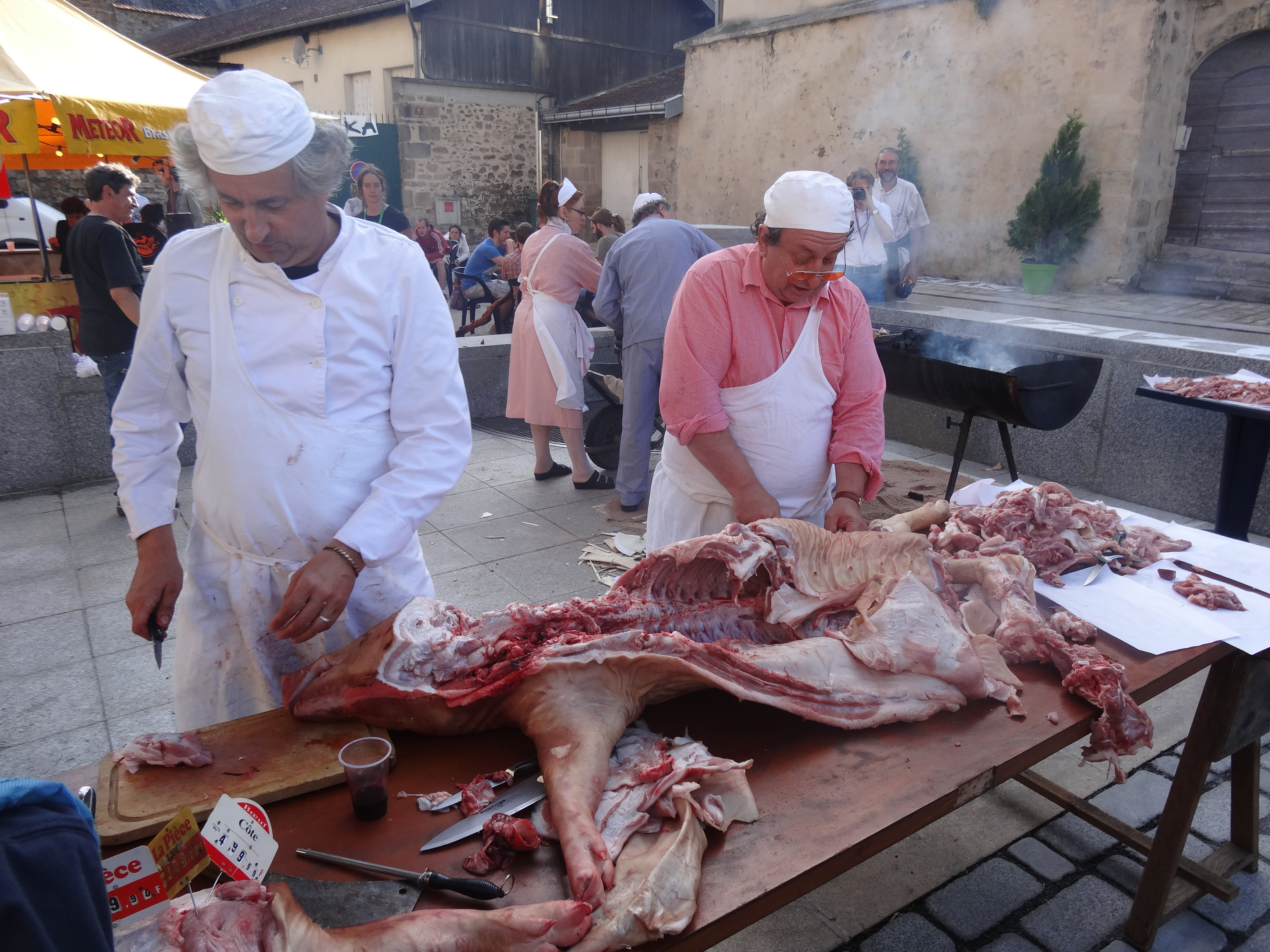
Xẻ thịt lợn ở Pháp

- Amourettes
- Bajoue
- Rognons
- Pointe de filet
- Filet mignon
- Côtes filet
- Filet (Phi lê)
- Jambon (Thịt nguội)
- Jarret
- Pied
- Poitrine
- Plat de côtes
- Carré de côtes
- Travers de porc
- Grillade
- Echine
- Palette
- Épaule
- Oreilles
- Tête
- Ventrèche

### Kiểu Đức

Sơ đồ kiểu Đức

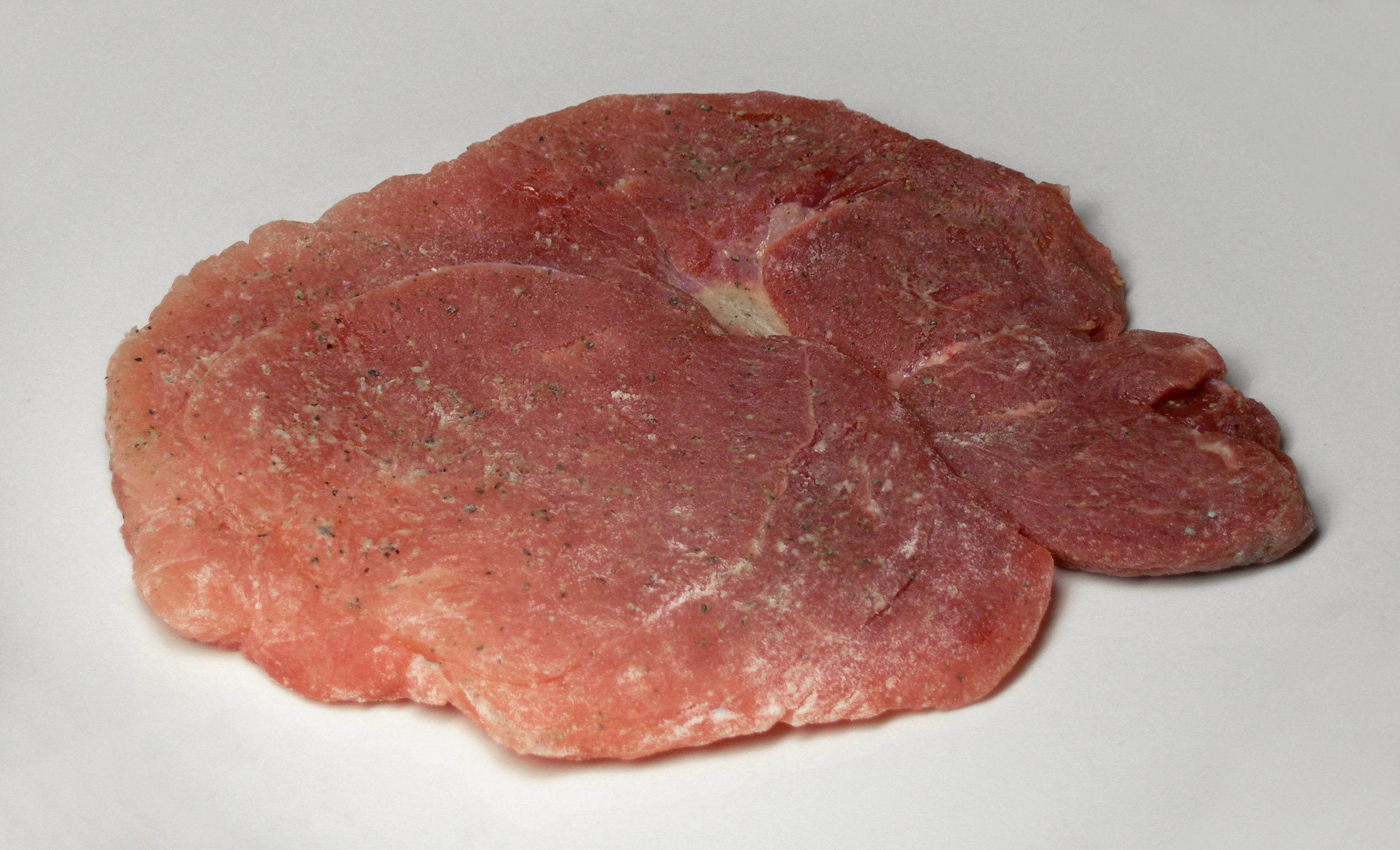
Một phần thịt heo ở Đức

1. Schweinekopf
2. Schweinebacke
3. Rückenspeck
4. Schweinekamm
5. Schweinebrust
6. Stielkotelett
7. Lendenkotelett
8. Filet
9. Schweinebauch
10. Bauchlappen
11. Schweinebug
12. Schinken
13. Eisbein
14. Spitzbein
15. Schweineschwanz

### Hungary

Schema - Kiểu Hung

1. Glava
2. Prsni vršci
3. Leđa (leđna slanina)
4. Vrat ili vratina
5. Prsa
6. Kare i rebra
7. Poleđina
8. File (svinjska pisanica, lungić)
9. Prsa s potrbušinom
10. Potrbušina
11. Plećka ili lopatica
12. Svinjski but (s orahom i salom)
13. Koljenica
14. Papci
15. Rep

### Kiểu Ý
- 1 - Musetto:
- 2 - Orecchio: Tai heo
- 3 - Guanciale

Sơ đồ kiểu Ý

- 4 - Capocollo, scamerita hay coppa (lonza)
- 5 - Carré/arista
- 6 - Spalla
- 7 - piedi anteriori;
- 8 - pancetta;
- 9 - lombata (lonza);
- 10 - Prosciutto, coscia o cosciotto: Giò
- 11 - coda;
- 12 - zampe/stinchi

### Ba Lan
1. Głowa (ryj)
2. Podgardle
3. Karczek i schab
4. łopatka
5. Mostek
6. żeberka

Sơ đồ kiểu Ba Lan

7. Polędwica + (w tylnej części) biodrówka
8. Polędwiczka
9. Boczek
10. Brzuszek
11. łopatka wieprzowa
12. Szynka
13. Golonka
14. Noga
15. Ogon

### Kiểu Nga

Sơ đồ khúc thịt theo quy ước của Nga

1. Шея/Sheya (cổ) Свиные пятачки
2. подгрудок/podgrudok
3. Шпик/speck
4. шийна частина
5. Rрудинка - Ức
6. Kорейка - Thăn
7. Kорейка - Thăn
8. Вырезка/Vyrezka - Thăn nội
9. Шпик/speck - Phần bụng
10. Лопатка/Lopatka - Vai
11. лопатка - shovel - Đùi trước
12. Ветчина/Vetchina - Thịt nguội
13. Рулька/Rulka - Bắp
14. Hога/noga - Đùi

### Tây Ban Nha

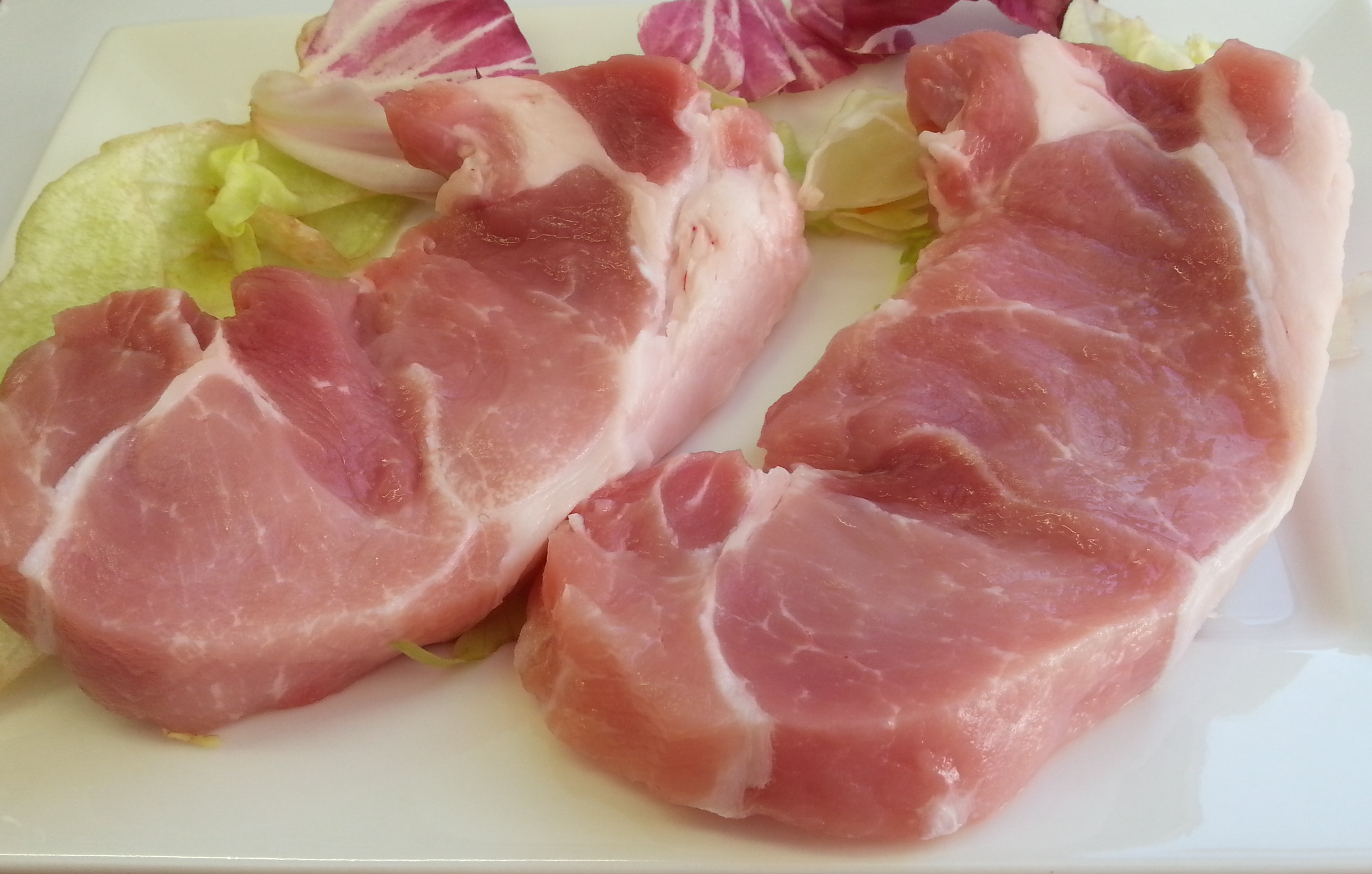
Carne de cerdo

- Canal del cerdo
- Cabeza de cerdo
- Careta de cerdo con orejas
- Costillas de cerdo
- Tocino barriguero con garra
- Brazuelo
- Espinazo
- Garra
- Hueso del cerdo
- Papada
- Patas
- Pierna
- Empella
- Tocino
- Riñones